# San Simeón
San Simeón är en ort i Mexiko.   Den ligger i kommunen Dolores Hidalgo och delstaten Guanajuato, i den centrala delen av landet, 250 km nordväst om huvudstaden Mexico City. San Simeón ligger 1 935 meter över havet och antalet invånare är 250.
Terrängen runt San Simeón är huvudsakligen platt, men söderut är den kuperad. Runt San Simeón är det ganska tätbefolkat, med 96 invånare per kvadratkilometer. Närmaste större samhälle är Xoconoxtle el Grande, 5,1 km sydväst om San Simeón. Trakten runt San Simeón består i huvudsak av gräsmarker.